# Electric Mud
Electric Mud è il quarto album del 1968 di Muddy Waters, pubblicato nel 1968. Si tratta di un esperimento nel quale si tenta una fusione tra blues e rock psichedelico in alcuni dei brani classici di Waters. L'album raggiunse nello stesso anno la posizione numero 127 nella classifica Billboard 200 statunitense.

## Descrizione
Nel 1968, la Chess Records provò a modernizzare il suono dei suoi bluesman di spicco, Howlin' Wolf e Muddy Waters, convincendoli a registrare alcuni brani con arrangiamenti psichedelici fortemente ispirati alla musica di Jimi Hendrix, culminati negli album Electric Mud e The Howlin' Wolf Album.
Marshall Chess assemblò quelli che lui stesso definì come i più bravi e talentuosi interpreti di avant-garde rock disponibili a Chicago per le sessioni di registrazione dell'album. Al posto dei soliti musicisti di Muddy Waters furono infatti chiamati Gene Barge, Pete Cosey, Roland Faulkner, Morris Jennings, Louis Satterfield, Charles Stepney e Phil Upchurch. Cosey, Upchurch e Jennings proposero ironicamente di chiamare il gruppo "The Electric Niggers". A Marshall Chess piacque il loro suggerimento, ma Leonard Chess si rifiutò di adottare quel nome.
Nell'album si fa largo utilizzo del pedale wah-wah e del fuzzbox. Marshall Chess aumentò la sezione ritmica della Muddy Waters live band con l'impiego dell'organo elettrico e del sassofono.

## Accoglienza
Electric Mud vendette 150 000 copie nelle prime sei settimane dalla data di pubblicazione. Raggiungendo la posizione numero 127 nella classifica Billboard degli album Pop, divenne il primo album di Muddy Waters ad entrare nelle classifiche Billboard e Cash Box. Secondo quanto affermato da Robert Gordon in "Can't Be Satisfied: La vita e la musica di Muddy Waters", il cameriere personale di Jimi Hendrix rivelò a Pete Cosey che Hendrix era solito ascoltare "Herbert Harper's Free Press News" come ispirazione prima di esibirsi. Il bassista dei Led Zeppelin John Paul Jones citò Electric Mud come ispirazione per il riff del brano Black Dog, contenuta nel famoso quarto album della formazione inglese. 
Nonostante la critica americana avesse stroncato duramente l'album, in Inghilterra Electric Mud fu accolto bene. Al riguardo Marshall Chess affermò che Electric Mud fu il miglior album che Muddy Waters avesse mai registrato per la Chess, e nonostante questo fallì istantaneamente. Sostenne inoltre che in Inghilterra fu accolto diversamente perché gli inglesi erano meno eccentrici degli americani.

## Lascito
Muddy Waters l'anno seguente registrò After the Rain, incorporando elementi del suono di Electric Mud. Secondo quanto affermato da Pete Cosey, non appena entrò nello studio di registrazione, Muddy Waters lo vide e disse: «Hey, how you doing, boy, play some of that stuff you played on that last album». A seguito di una forte stroncatura dell'album da parte della critica musicale, Muddy Waters affermò di non amare né l'album né il nuovo sound, e di non considerare quello di Electric Mud come blues. Muddy Waters affermò inoltre che, ogni volta che registrò per la Chess, cercarono di affiancargli musicisti non blues, snaturando il suo suono, e quindi la sua vera essenza. Nella sua biografia The Mojo Man, Muddy Waters affermò che l'album Electric Mud era spazzatura e che, nonostante all'inizio vendette moltissimo, presto le copie cominciarono ad essere rimandate indietro a causa di tutti quegli effetti quali wah-wah e fuzztone, affermando che quello non potesse essere Muddy Waters.
In Lost in the Grooves: Scram's Capricious Guide to the Music You Missed, Gene Sculatti scrisse che la sezione ritmica sembra anticipare la musica hip-hop di quasi tre decenni. Chuck D affermò di aver ascoltato Electric Mud su suggerimento di un membro dei Public Enemy, che gli trasmise il suo interesse nei primi lavori di Muddy Waters, e in generale nel blues delle origini. La serie-documentario Dal Mali al Mississippi (The Blues - Feel Like Going Home), prodotta da Martin Scorsese, ritrae il gruppo che registrò Electric Mud esibirsi con Chuck D e alcuni membri dei The Roots.

## Tracce
1. I Just Want to Make Love to You - 4:19 - (Willie Dixon)
2. I'm Your Hoochie Coochie Man - 4:53 - (Willie Dixon)
3. Let's Spend the Night Together - 3:12 - (Mick Jagger, Keith Richards)
4. She's Alright - 6:36 - (Muddy Waters)
5. Mannish Boy - 3:50 - (Muddy Waters)
6. Herbert Harper's Free Press News - 4:40 - (Barnes, Thurston)
7. Tom Cat - 3:42 - (Williams)
8. The Same Thing - 5:42 - (Willie Dixon)

## Formazione

### Musicisti
- Muddy Waters - chitarra, voce
- Pete Cosey - chitarra
- Phil Upchurch - chitarra
- Roland Faulkner - chitarra
- Louis Satterfield - basso
- Morris Jennings - batteria
- Gene Barge - sassofono tenore, produttore
- Charles Stepney - organo, arrangiamento, produttore

### Personale aggiuntivo
- Stu Black - ingegnere del suono
- Marshall Chess - produttore
- Meire Murakami - design
- Bill Sharpe - design copertina
- Abner Spector - missaggio
- Vartan - direttore artistico

## Classifica
| Anno | Classifica                           | Posizione |
| ---- | ------------------------------------ | --------- |
| 1968 | Billboard Pop albums (Billboard 200) | 127       |